# Prospektion (Archäologie)

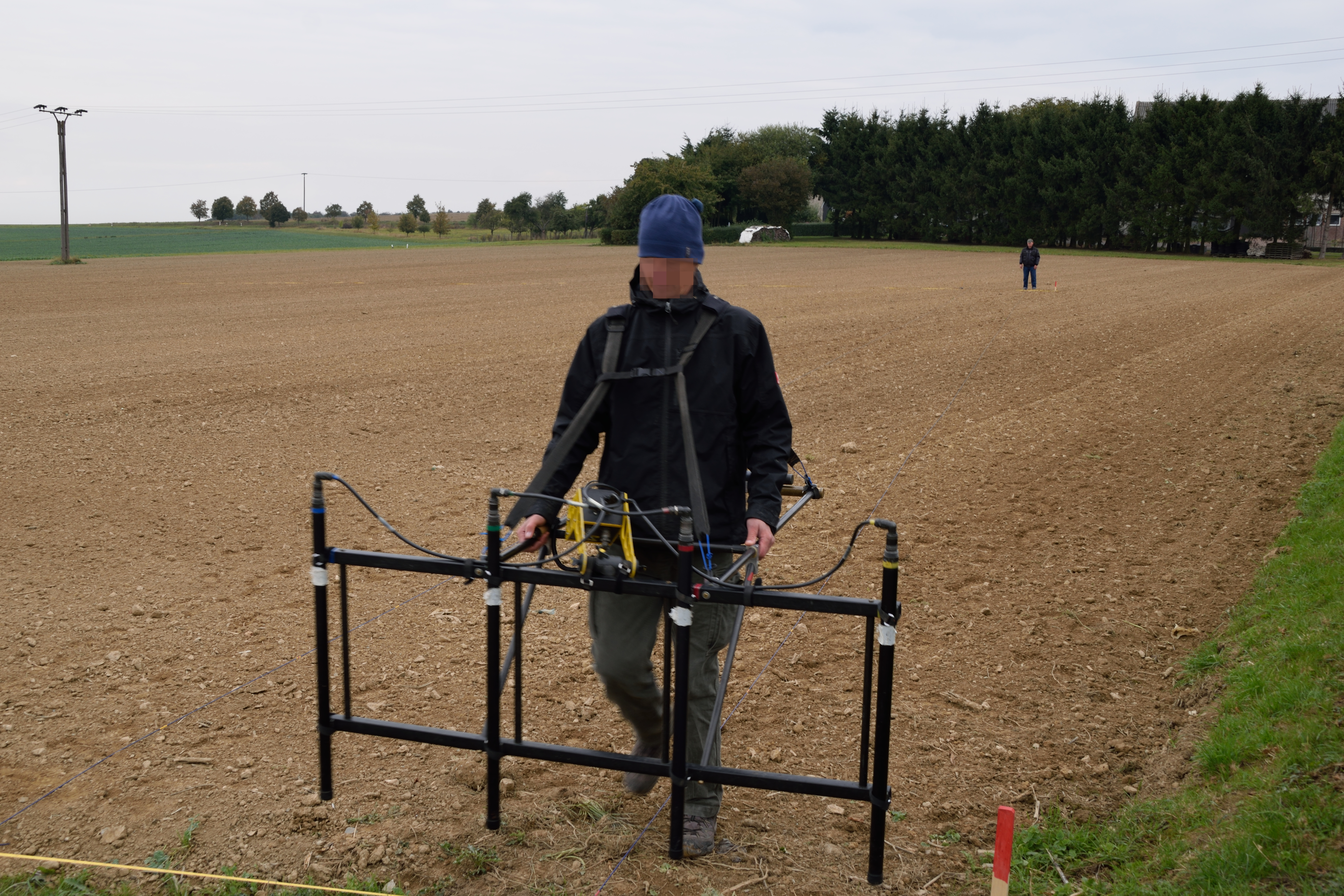
Fluxgate-Magnetometer im Feldeinsatz zur Suche nach archäologischen Befunden durch geomagnetische Prospektion

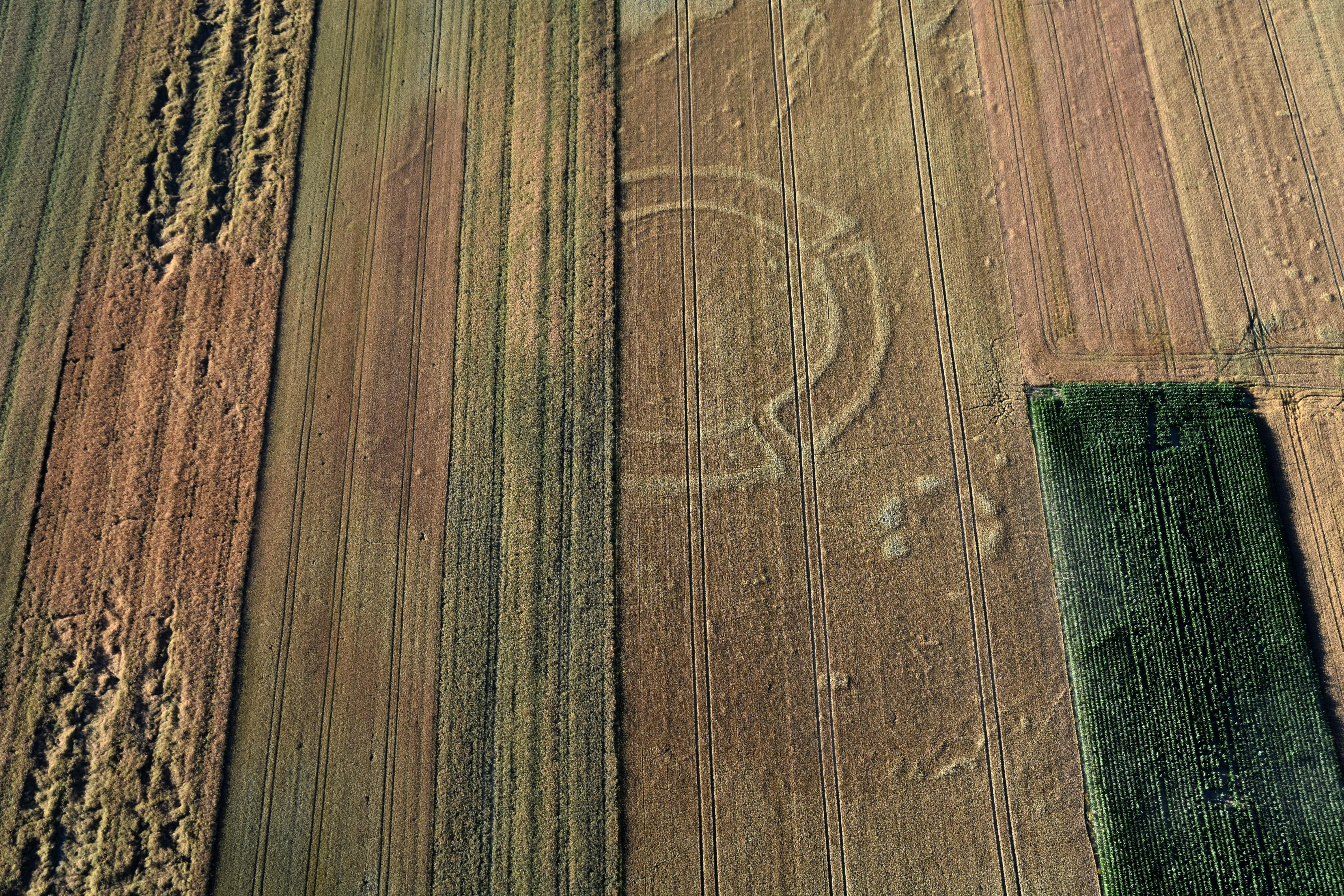
Schnittmarken in Drzemlikowice, Polen

Unter Prospektion (von lateinisch prospecto, deutsch: in die Ferne schauen, Ausschau halten) versteht man in der Archäologie die Erkundung und Erfassung von archäologischen Stätten in einem bestimmten Gebiet, und zwar als grundsätzlich zerstörungsfreier Vorgang. Unter den Methoden findet sich auch die Archäometrie, darunter spezielle Bioprospektion und die geophysikalische Prospektion, um Unbekanntes unter der Erdoberfläche zu registrieren bzw. Bekanntes näher in Betracht zu nehmen.

## Fernerkundungsverfahren und traditionelle Verfahren
Die Fernerkundungsverfahren gehören zu den „non-invasiven Methoden“, wie die Fernerkundung („Remote Sensing“) archäologischer Landschaften und Fundplätze anhand von Satellitenaufnahmen, Luftbildern oder Laserscans. Auch die non-invasiven Methoden der Geophysik wie Geomagnetik, Bodenradar, elektrische Leitfähigkeitsmessung der Bodenhorizonte, magnetische Suszeptibilitätsmessungen  gehören hierzu. Ferner die klassischen Verfahren der Feldbegehung.
Ein einfaches, aber wirkungsvolles Erkenntnisverfahren über die Existenz von Objekten unter einem Stück Erde ist die Oberflächenbegehung, auch Feld- beziehungsweise Bodenbegehung oder englisch Survey. Durch Störzonen und Disparitäten der Erdoberfläche, aber auch durch schlichte Bodenfunde erhält das geschulte Auge Aufschluss über mögliche Fundstätten.
Daneben unterstützen das Studium schriftlicher Aufzeichnungen sowie vorhandene Lesefunde Archäologen bei der Suche nach Artefakten und Bauten.

## Archäologisch-topografische Kartierung
Mittels archäologisch-topografischer Kartierung wird eine detaillierte Karte des umgebenden Geländes erstellt. Dabei findet eine intensive Auseinandersetzung mit dem Terrain statt, die oft zur Entdeckung bislang unbekannter Geländebefunde, etwa in dichtem Unterholz oder am Rand überhängender Felspartien, führt.

### Methoden
Die Methoden richten sich nach den finanziellen Möglichkeiten sowie den durch Objekt und Fragestellung vorgegebenen Erfordernissen. Aus ökonomischen und arbeitstechnischen Gründen hat sich bis in die 1990er Jahre der Einsatz der Bussolentachymetrie bewährt, heutzutage werden auch archäologische Vermessungen üblicherweise mittels Tachymeter oder überhaupt durch hochgenaue DGPS- oder RTK-GPS-Vermessung georeferenziert durchgeführt. Die Ergebnisse der Vermessung können dann in einem Geoinformationssystem (GIS) dargestellt und interpretiert werden.
Lidar-Aufnahmen geben einen guten ersten Eindruck einer Fundstelle. Eine Interpretation der Befunde im Gelände bleibt aber unumgänglich. Topografische Merkmale wie Felsen oder Mauerzüge sowie kartografische Signaturen (Wege, Böschungen etc.) müssen separat erfasst, grafisch am PC umgezeichnet und in die LIDAR-Aufnahme integriert werden.

### Signaturen
Welche Kartierungstechnik auch gewählt wird, aus Sicht des Archäologen bleibt eine umfassende Geländeinterpretation die Hauptforderung an eine topografische Aufnahme einer Fundstelle. Wesentlich ist dabei die Verwendung eines einheitlichen Signaturenschlüssels zur Darstellung der Befunde.

## Luftbildarchäologie
Die Luftbildarchäologie wertet Luftbildfotografien aus und gelangt so zu neuen Erkenntnissen. Die aus der Luft erfolgende Untersuchung des Bodens bedient sich verschiedener Aspekte, wie:
- Schattenmerkmale (englisch shadow marks) werden unter bestimmten optischen Verhältnissen – etwa bei Schräglicht in den Morgen- und Abendstunden – sichtbar.
- Bewuchsmerkmale (englisch crop marks) zeigen sich in Differenzen von Kümmerwachstum und Üppigkeit des Bewuchses.
- Bodenmerkmale (englisch soil marks) umfassen die Unterschiede in der Bodenfärbung, etwa Bewuchsmerkmale.

Durch die Entwicklung von der Schwarz-Weiß- zur Farbfotografie hat diese Methode erheblich an Genauigkeit gewonnen und zu einer Qualitätssteigerung geführt. Mit Falschfarben- und Infrarottechnik kann man den hohen Präzisionsanforderungen der Archäologie heute gerecht werden. Terrestrische und Aerofotogrammetrie haben an Bedeutung gewonnen. Durch die Stereofotogrammetrie ist eine dreidimensionale Erdvermessung durch Fotografie in zwei Ebenen möglich geworden.

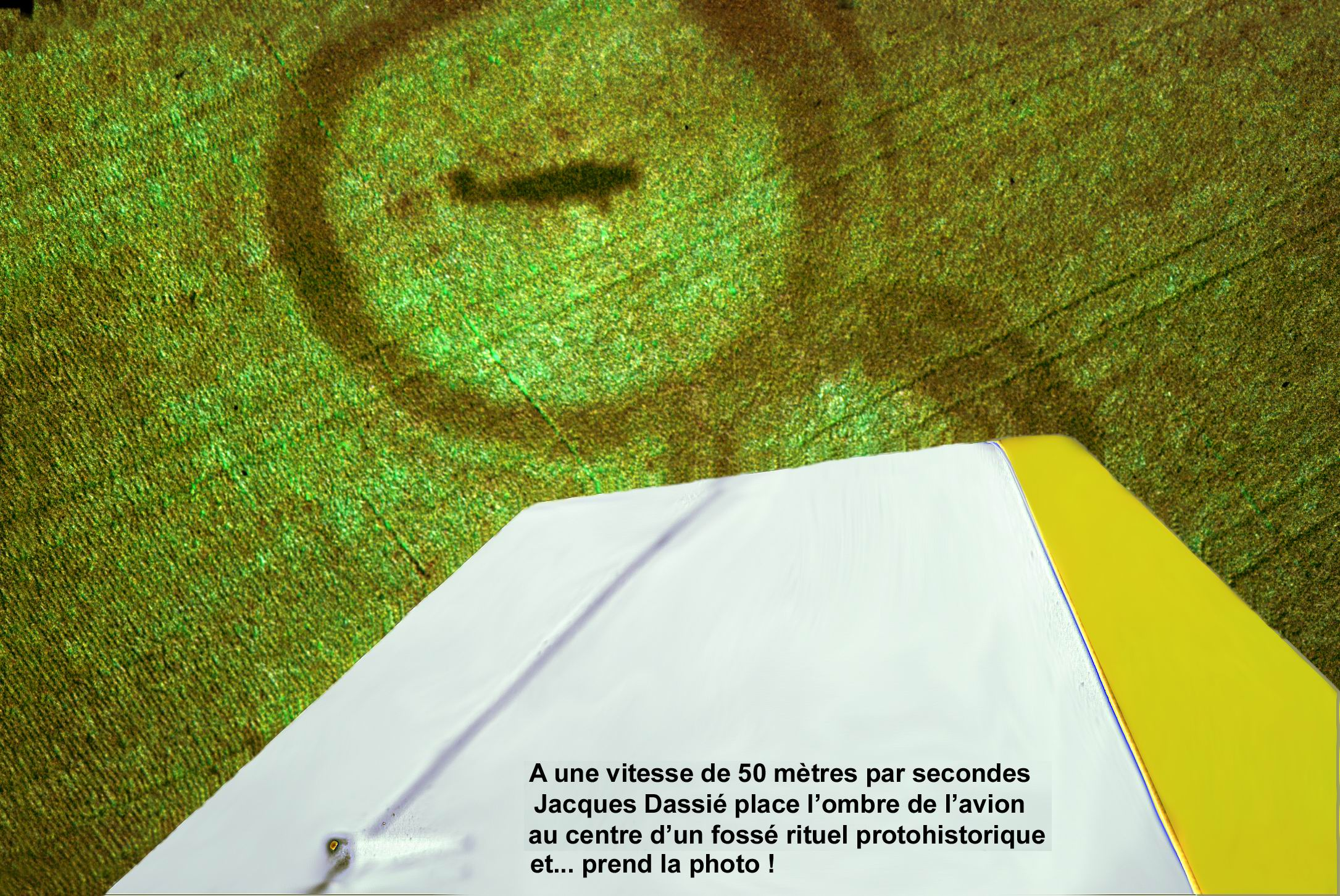
Luftbildarchäologie und -fotografie; hier mit Bewuchsmerkmale

## Geophysikalische Verfahren
Die geophysikalische Prospektion bedient sich verschiedener Methoden. Sie wird manchmal, entgegen dem allgemeinen Verständnis in der Archäologie, als zerstörungsfreier Vorgang definiert, Sondierungen und Bohrungen gehören damit strenggenommen nicht zu dieser Methode. Diesen Denkansatz vertritt vor allem die sogenannte Wiener Gruppe.

### Bodenwiderstandsmessung

Widerstandskarte eines gepflügten Ackers. Unter dem Feld zeigen sich die Strukturen eines mittelalterlichen Burggrabens (Motte). Rechts oben lassen sich Gebäudestrukturen einer Vorburg vermuten.
(Archäometrie-AG der HvF Braunschweig)

Die Bodenwiderstandsmessung bzw. geoelektrische Prospektion untersucht die Varianz der elektrischen Leitfähigkeit des Erdbodens aufgrund von Einschlüssen. Dazu sind grundsätzlich zwei Sonden (unpolarisierbare Elektroden) nötig, zwischen denen der elektrische Strom fließt. In der Praxis werden 4-Pol-Verfahren wie die Wenner-Anordnung verwendet, um so den Übergangswiderstand an den vier Elektroden zu neutralisieren. Es wird meist mit Niederfrequenz-Wechselspannung gearbeitet, wodurch der Einfluss von Kontaktspannungen zwischen Erdreich und Elektroden eliminiert wird. Dieses Verfahren wurde von den Geophysikern zur Ortung von Bodenschätzen und Rohstoffen entwickelt und heute hauptsächlich in der Grundwasserprospektion angewendet.

### Geomagnetische Messungen

Magnetogramm von zwei Türmen der Turmstelle Wp 10/6 am Neckar-Odenwald-Limes
(Posselt & Zickgraf Prospektionen)

Zur geomagnetischen Prospektion, auch Magnetprospektion oder Geomagnetik genannt, eignen sich Protonen- oder andere Nuklear-Magnetometer (etwa mittels Rubidium, Caesium oder Alkalidampf), die den Betrag des Erdmagnetfeldes hochgenau (besser als 0,1 nT) und absolut (ca. 48000 nT in Mitteleuropa) registrieren können. In der Prospektion reicht es jedoch meist aus, nur die relative Änderung des Erdmagnetfeldes, bezogen auf einen Basispunkt, zu messen. Hierzu sind Fluxgate-Magnetometer in Gradiometeranordnung geeignet. Sie messen meist nur die Differenz einer Magnetfeldkomponente (normalerweise die vertikale) in zwei unterschiedlichen Höhen. Die Auflösung beträgt ca. 0,1 bis 1 nT und ist in der Regel gut geeignet für die archäometrische Prospektion. Ein wesentlicher Vorteil der Gradiometeranordnung ist, dass eine Korrektur der Magnetfeldmessungen wegen der zeitlichen Variation des Erdmagnetfeldes (von ca. 20 nT bis weiter über 500 nT innerhalb eines Tages) nicht mehr nötig ist. Inzwischen werden mehrere Fluxgate-Gradiometer in einer Linie angeordnet, so dass bei der Begehung ein breiter Streifen des Geländes erfasst werden kann. Dies ermöglicht eine schnellere Vermessung auch großer Flächen.
Die Interpretation der Messungen beschränkt sich meist auf die Identifizierung magnetischer Anomalien aus dem Magnetogramm. Dieses stellt die Rohdaten oder aufbereitete Daten flächenhaft als eine Karte der magnetischen Anomalien dar. Eine weitere Analyse der Anomalien, wie etwa die Bestimmung der maximalen Tiefe des Quellkörpers oder seine Magnetisierung, ist mit geophysikalischen Methoden zwar möglich, wird aber meist nicht durchgeführt. Hierfür sind Gradiometermessungen den Messungen der vollständigen Magnetfeldkomponenten unterlegen.
Magnetische Anomalien werden durch Artefakte wie Eisenteile, Schlacken, Tonscherben aber auch verrottete Baumpfähle erzeugt. In letzterem Fall sind hierfür magnetotaktische Bakterien verantwortlich. Einen weiteren, meist großräumigen Einfluss haben geologische Störkörper. Verwendet man keine Gradiometeranordnung, sind außerdem die zeitlichen Störungen des Erdmagnetfeldes zu berücksichtigen.

### Bodenradarmessungen (GPR – Ground Penetrating Radar)

Geophysikalische Anomalien bei einem jungsteinzeitlichen Erdwerk:Geoelektrik, Magnetik, Bodenradar.
(Archäometrie-AG der HvF Braunschweig)

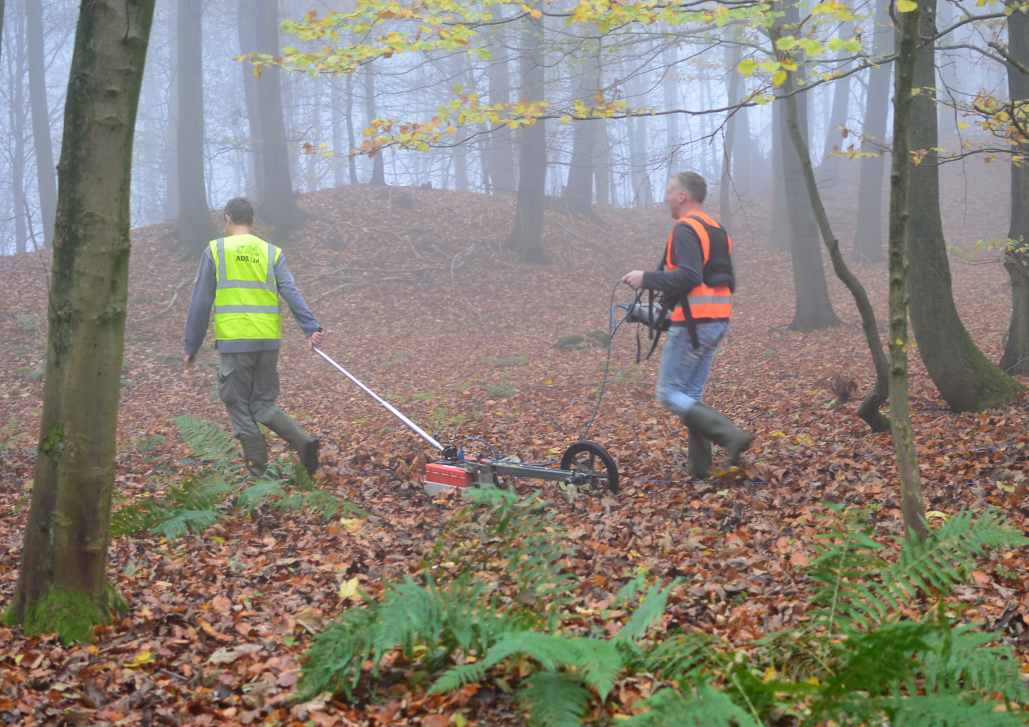
Einsatz von Bodenradar in der Heisterburg

Das Georadar (GPR-Ground Penetrating Radar) ist ein elektromagnetisches Impulsreflexionsverfahren, bei dem kurze elektromagnetische Impulse in den Untergrund gesendet und nach Reflexion an Objekten und Schichtgrenzen oder Streuung an Einlagerungen wieder empfangen werden. Bei Georadarmessungen wird eine hochfrequente elektromagnetische Welle in einem Frequenzbereich zwischen 10 und 1000 MHz ausgesendet, deren Ausbreitung von der Permittivität und der elektrischen Leitfähigkeit des Materials bei dieser Frequenz abhängt. Die Permittivität beeinflusst die Geschwindigkeit, mit der sich das Radarsignal ausbreitet, während die elektrische Leitfähigkeit bestimmt, wie stark das Signal absorbiert wird. Haben zwei unterschiedliche Materialien gleiche oder sehr ähnliche physikalische Eigenschaften, so wird an der Grenze zwischen den Materialien kein Signal reflektiert.
Anders als in der Geoelektrik und der Magnetik liefert das Bodenradar primär einen tiefenaufgelösten Schnitt durch den Boden unter der Beobachtungslinie. Aus dem Zusammenfügen benachbarter Schnitte kann dann eine Karte der gesuchten Struktur für einen Tiefenhorizont erstellt werden.